# Synagoge (Emden)

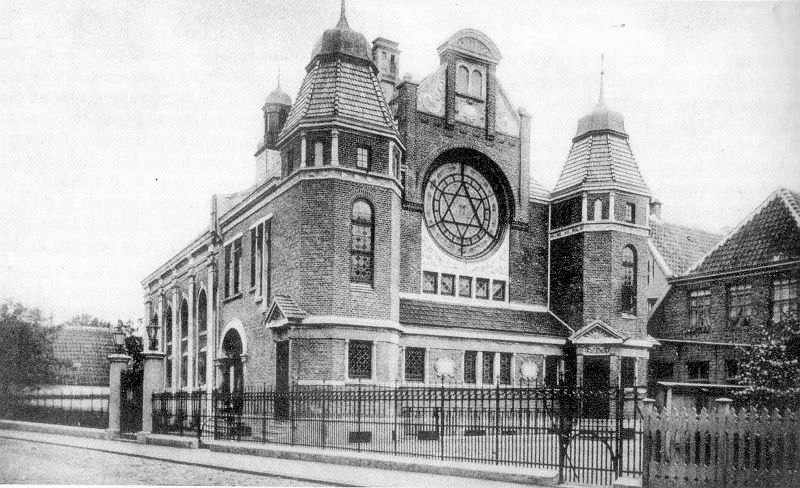
Die Emder Synagoge im Jahre 1912

Die ehemalige Synagoge in Emden existierte von 1836 bis 1938. An gleicher Stelle stand wahrscheinlich schon seit dem 16. Jahrhundert ein jüdisches Gotteshaus, das 1836 wegen Baufälligkeit ersetzt werden musste. Während der Novemberpogrome 1938 zerstörten örtliche Nationalsozialisten das Gebäude.

## Baubeschreibung
Die Gemeinde baute die Synagoge 1835 im Stil der Gründerzeit. Sie war dreischiffig, ca. 30 Meter lang, 12 Meter breit, an den Seitenwänden 8 Meter hoch und besaß eine Gesamthöhe von 15 Metern. In dem Gebäude fanden 135 Gemeindemitglieder Platz. Nach der Erweiterung von 1910 verfügte sie über 320 Plätze für Männer, eine Empore für 250 Frauen und bestand fortan aus dem Hauptgebäude von 1836 sowie dem Erweiterungsbau, in dem ein Sitzungssaal, das rituelle Bad, Garderoben und eine Heizungsanlage Platz fanden. An der Ostseite des Gebäudes befand sich der Thoraschrein, davor die Kanzel und das Vorbeterpult. Im Zentrum des Gebäudes stand der Almemor, ein Pult, auf das die Tora bei der Lesung gelegt wird. Die Decke war nach eigenen Entwürfen im byzantinischen Stil gestaltet. Der Westgiebel war im griechischen Stil gehalten und mit einer hebräischen Inschrift in schwarzen Buchstaben auf weißem Grund verziert. Die Mitte des Giebels zierte ein großes Rundfenster mit dem Stern Davids, links und rechts schlossen zwei kleine Türme die Stirnseite des Gebäudes ab.

## Geschichte

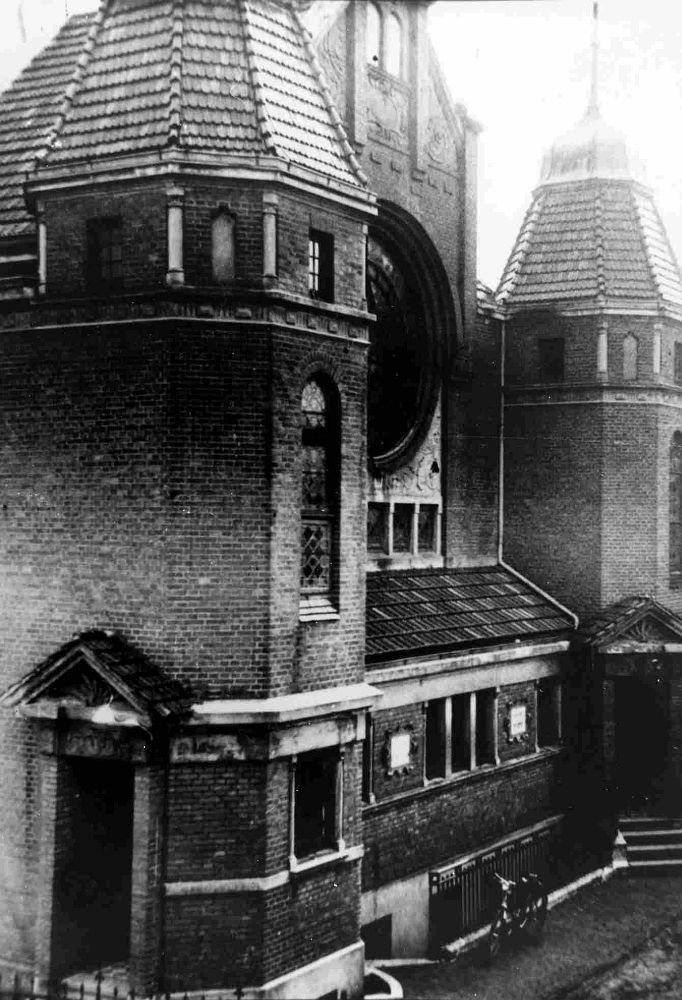
Die Westfassade im Jahre 1912

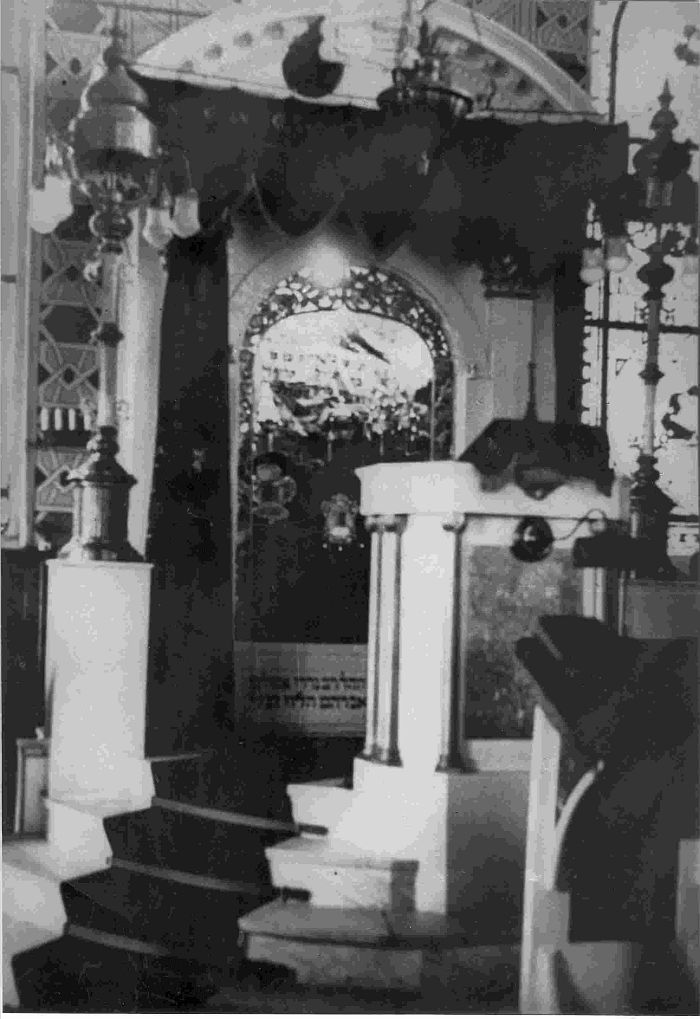
Innenraum im Jahre 1912

Eine erste Synagoge gab es wahrscheinlich schon seit dem 16. Jahrhundert am Sandpfad Nr. 5, der heutigen Bollwerkstraße in Emden. Darauf deutet eine Beschwerde des Kirchenrates aus dem Jahr 1593 hin, aufgrund derer der Magistrat es den Juden der Stadt verbot, ihre Gottesdienste öffentlich auszuüben. Ab 1701 ist die Existenz einer Synagoge aus Holz Am Sandpfad 5 (heute Bollwerkstraße) gesichert. 1835 stürzte sie während des Sabbatgottesdienstes teilweise ein und wurde vom Emder Magistrat nach einem Gutachten des Stadtbaumeisters und anderer Sachverständiger wegen Baufälligkeit geschlossen. An ihrer Stelle errichtete die Gemeinde 1836 eine große Synagoge. Die feierliche Einweihung durch Landesrabbiner Löwenstamm erfolgte am 24. August 1836 in Anwesenheit von Bürgermeister und Magistrat der Stadt Emden.
1910 wurde die Synagoge nach Plänen des Regierungsbaumeisters Ernst Friedheim, aus dessen Feder auch der Entwurf für die Hamburger Bornplatzsynagoge stammt, erweitert. Die Kosten für den Umbau wurden mit mehr als 60.000 Goldmark angegeben.
Bezeichnend für das Verhältnis der Juden zur restlichen Bevölkerung der Stadt ist es, dass auch an diesen Eröffnungsfeierlichkeiten Vertreter sowohl der christlichen Gemeinden Emdens als auch des Magistrats teilnahmen. So war die Stadt Emden 1910 mit ihrem Oberbürgermeister und einer Abordnung der Bürgervorsteher vertreten. Daneben waren Vertreter der Mennoniten, der lutherischen und der katholischen Gemeinde anwesend. Lediglich die reformierte und die altreformierte Gemeinde waren nicht präsent.

### Novemberpogrome 1938
In der Nacht vom 9. auf den 10. November 1938 kam es auch in Emden zu den von der Reichsleitung der Nationalsozialisten befohlenen Ausschreitungen gegen die Juden, die später als „Reichskristallnacht“ oder Novemberpogrome 1938 bezeichnet wurden. Bernhard Horstmann, der 26-jährige Kreisleiter, wurde von der Gauleitung in Oldenburg gegen 23:00 Uhr telefonisch instruiert, dass in dieser Nacht Vergeltungsmaßnahmen gegen die Juden in ganz Deutschland durchgeführt würden. Um 1 Uhr nachts sollten laut einem Befehl des Gauleiters Weser-Ems, Karl Röver, sämtliche Synagogen im deutschen Reich brennen.
Um 23:30 Uhr beauftragte Horstmann seinen Stellvertreter und Kreisamtsleiter Neeland mit der Organisation der Brandlegung in der Synagoge. Dieser brachte daraufhin mit der SS Brandmittel in das Gotteshaus. Parallel dazu wurde die Emder Feuerwehr über die geplante Aktion informiert. Sie sollte nicht eingreifen und sich darauf beschränken, ein Übergreifen der Flammen auf umliegende Häuser zu verhindern. SA-Truppen bereiteten sich auf die Verhaftung aller Emder Juden vor. Gegen 1 Uhr in der Nacht begaben sich Kräfte aus SA und SS zur Synagoge. Sie waren nicht uniformiert, um die Planmäßigkeit der Brandstiftung und die Identität der Täter zu verschleiern. Die ganze Aktion sollte nach einem spontanen Gewaltausbruch der deutschen Bevölkerung aus Rache für die Ermordung des Legationssekretärs Ernst Eduard vom Rath durch den Juden Herschel Grynszpan aussehen. Die Emder Nationalsozialisten drangen in das Gebäude ein und raubten wertvolles Inventar. Anschließend platzierten sie einige Stroh- und Heuballen und übergossen das Inventar mit Benzin und Brandbeschleuniger. Kurz darauf traf Horstmann ein und gab den Befehl, die Synagoge anzuzünden. Es folgte eine große Explosion in der Synagoge, das Feuer entfachte sich aber nicht. Erst nachdem noch einmal 20 Liter Benzin in die Synagoge gebracht worden waren, brach ein Feuersturm aus. Gegen 2.30 Uhr stand die Synagoge in hellen Flammen und brannte bis auf die Außenmauern nieder.
Parallel dazu begann die Aufholung der Juden in der Stadt. SA-Leute unter Führung des Standartenführers Kroll und seines Adjutanten Otto Bennmann drangen in jüdische Wohnungen und Geschäfte ein, plünderten diese und trieben die Bewohner in die Turnhalle der Neutorschule. Dabei machten die SA-Truppen auch von der Schusswaffe Gebrauch. So erhielt der  Kaufmann Louis Philipson einen Lungensteckschuss und der Schlachter Daniel de Beer, wurde unter nie geklärten Umständen vor dem Wachgebäude tödlich verletzt. In der Schulturnhalle misshandelten die SA-Truppen die zusammengetriebenen jüdischen Bewohner Emdens. Ältere Männer über 65 Jahre, Gebrechliche, Frauen und Kinder durften am Morgen des 10. November in ihre zerstörten Wohnungen zurückkehren. Die zurückgebliebenen Männer, zirka 60, wurden weiter von ihren Peinigern gequält. Schließlich führte die SA die Männer an der ausgebrannten Synagoge vorbei. Dort zwang die SA einen Juden, sich selbst der Brandlegung in der Synagoge zu bezichtigen. Am 11. November übernahm die SS die Gefangenen und deportierte sie vom Emder Bahnhof West aus über Oldenburg in das Konzentrationslager Sachsenhausen. Dort starben nach weiteren Misshandlungen der Kaufmann Sally Löwenstein und der Viehhändler Hermann Sax. Nach und nach wurden sie mit der Auflage, das Land so schnell wie möglich zu verlassen, wieder freigelassen. Anfang Februar 1939 kehrte der letzte Emder Jude zurück in seine Heimatstadt.
Die Gemeinde löste sich nach den Novemberpogromen schnell auf. Noch im gleichen Monat kam es zu einer Emigrationswelle. Eine Initiative ostfriesischer Landräte und des Magistrats der Stadt Emden führt Ende Januar 1940 zu der Weisung der Gestapo-Leitstelle Wilhelmshaven, wonach Juden Ostfriesland bis zum 1. April 1940 verlassen sollten. Die ostfriesischen Juden mussten sich andere Wohnungen innerhalb des deutschen Reiches (mit Ausnahme Hamburgs und der Linksrheinischen Gebiete) suchen. In Emden erfolgte daraufhin die Ausweisung von etwa 200 Personen. Die letzten 150 verbliebenen jüdischen Bürger Emdens lebten im Herbst 1941 im  jüdischen Altenheim an der Karl-Tholen-Straße 18. Dorthin verbrachten die Nationalsozialisten im Oktober 1941 auch die letzten Juden aus Aurich und Norden. 23 weitere Juden aus dem jüdischen Altenheim Emden wurden am 22. Oktober 1941 vorübergehend noch in das jüdische Altenheim in Varel und im Gegenzug 6 der verbliebenen 8 Bewohner des Altenheims Varel nach Emden verlegt. Am Morgen des 23. Oktober 1941 wurden 122 Emder Juden über die Zwischenstation Berlin in das Ghetto Łódź verschleppt, wo sie am 25. Oktober ankahmen. Von ihnen überlebte keiner den Holocaust. Aus dem Altenheim Varel wurden die letzten 23 Bewohner am 23. Juli 1942 nach Theresienstadt deportiert.

### Nachkriegszeit und Gedenken

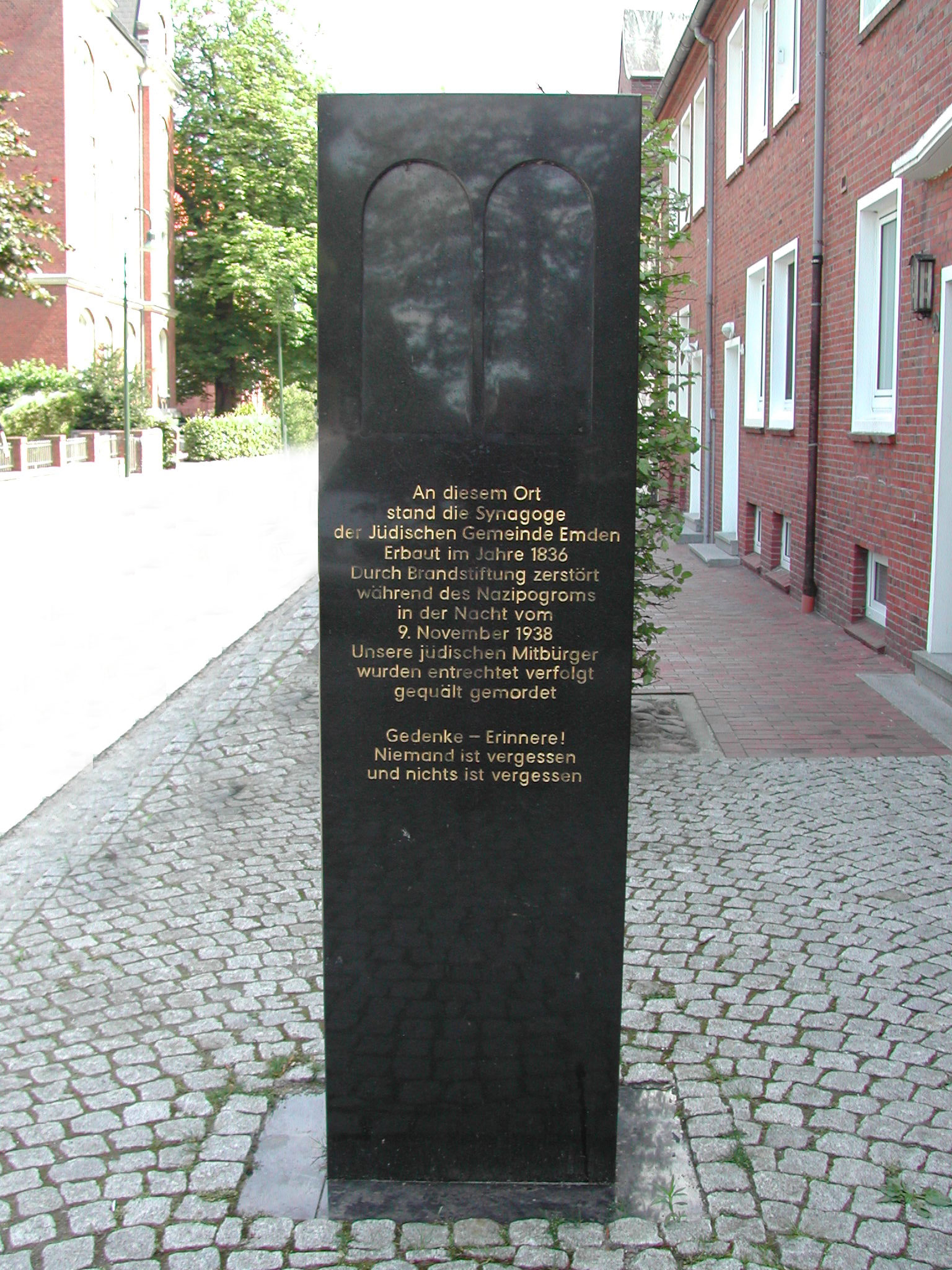
Gedenkstein für die niedergebrannte Synagoge in Emden

Nach dem Krieg wurde der Platz zwischen Sandpfad und Judenstraße, wo die Synagoge und die Schule gestanden hatten, eingeebnet und überbaut.
Ein erster Gedenkstein zur Erinnerung an die Synagoge und ihre Zerstörung wurde 1986 aufgestellt. Er wurde, „weil gestalterisch und technisch unzulänglich“, 1990 durch den heutigen ersetzt.